# 斜基柳叶蕨
斜基柳叶蕨（学名：Cyrtogonellum inaequale）为鳞毛蕨科柳叶蕨属下的一个种。